# Đảo Barro Colorado

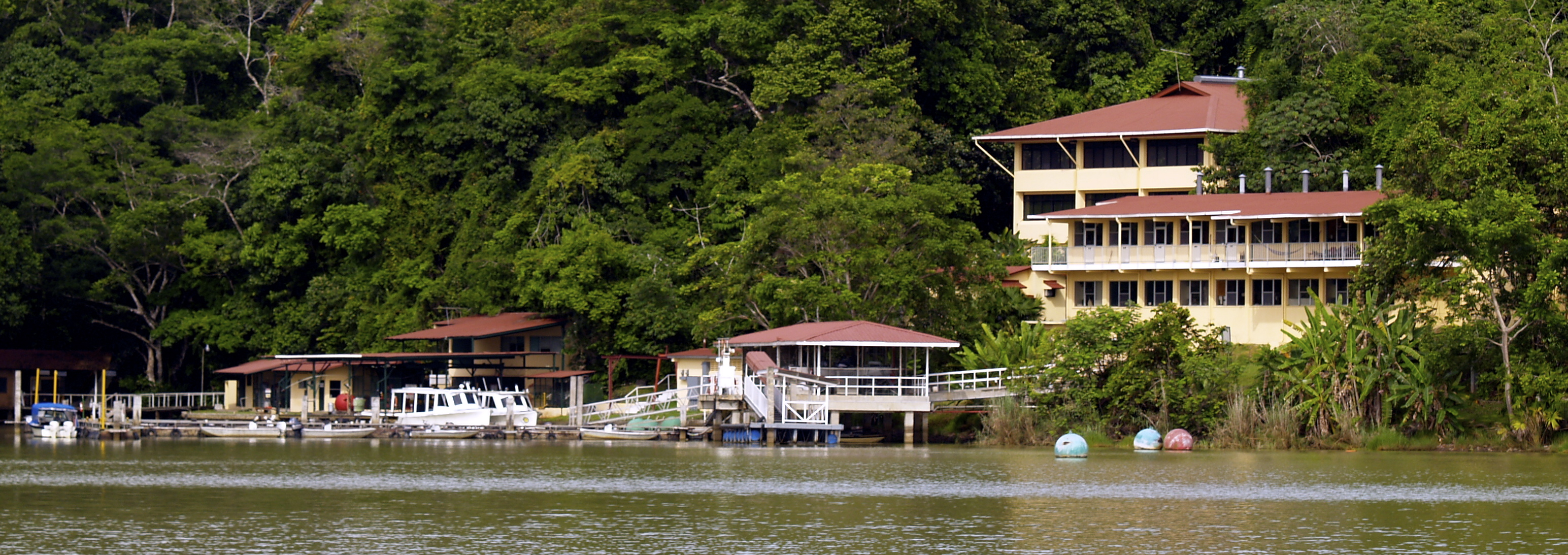
Trạm nghiên cứu Barro Colorado.

Đảo Barro Colorado (viết tắt tiếng Anh: BCI) là hòn đảo nằm trong hồ nhân tạo Gatun ở đoạn giữa của kênh đào Panama. Hòn đảo này được hình thành khi nước sông Chagres bị ngăn chặn bằng đập để tạo thành hồ. Khi nước dâng lên, nó đã nhấn chìm phần lớn của một rừng mưa có vào thời kỳ đó, và phần đất cao nhất còn sót lại tạo thành một hòn đảo ở giữa hồ. Nó có diện tích 15,6 km² (6 dặm vuông).
Đảo này được chính quyền Hoa Kỳ thiết lập như một khu bảo tồn tự nhiên vào ngày 17 tháng 4 năm 1923. Ban đầu nó được Công ty Kênh đào Panama quản lý dưới sự điều hành của nhà côn trùng học James Zetek, kể từ năm 1946 đảo Barro Colorado cùng 5 bán đảo cận kề được Viện Smithsonian quản lý như là Di tích thiên nhiên Barro Colorado (BCNM). BCNM có diện tích 54 km². Nó là một trong những nơi có rừng nhiệt đới được nghiên cứu nhiều nhất trên thế giới. Viện nghiên cứu Nhiệt đới Smithsonian (STRI) có một trung tâm nghiên cứu thường trực trên đảo, với mục tiêu nghiên cứu các hệ sinh thái rừng mưa. Do hệ sinh thái đa dạng của đảo chịu ít sự thay đổi do con người gây ra, nên Barro Colorado đã từng được nghiên cứu trên 80 năm trong một loạt các lĩnh vực sinh học. Chỉ có hệ động vật lớn hơn của rừng mưa xưa kia là đã biến khỏi Barro Colorado sau khi hồ Gatun ngập đầy nước năm 1914. Nhiều nghiên cứu khoa học đã được tiến hành để lập hồ sơ về các thay đổi thành phần loài trên đảo.
Mỗi năm có hàng trăm nhà khoa học tiến hành các dự án nghiên cứu trên đảo Barro Colorado.
Năm 1978, Thomas Croat công bố cuốn sách Flora of Barro Colorado Island với nội dung là hồ sơ các loài thực vật trên đảo. Năm 1999, Egbert Leigh công bố Tropical Forest Ecology: A View from Barro Colorado Island. Năm 2002, Elizabeth Royte công bố cuốn sách The Tapir's Morning Bath với nội dung ghi chép lại cuộc sống và công việc của các nhà khoa học đang làm việc trên đảo.
National Geographic đã từng sản xuất phim về đảo Barro Colorado với đầu đề World's Last Great Places: Rain Forests công chiếu năm 2007. Phần 1 có tiêu đề "Panama Wild: Rain Forest of Life" kể về các nhà khoa học từ Viện nghiên cứu Nhiệt đới Smithsonian cũng như nêu bật những cuộc chiến vì sinh tồn và hợp tác giữa các loài trong hệ sinh thái đa dạng và phong phú này.

## Đồ án động lực học rừng
Năm 1980, một đồ án động lực học rừng quy mô 50 ha đã được các nhà nghiên cứu của STRI và Đại học Princeton thành lập trên đảo Barro Colorado. Tổng điều tra đầu tiên được tiến hành năm 1982 và lập hồ sơ cho toàn bộ số cây gỗ và cây bụi trong đồ án với đường kính thân cây đo ở độ cao ngang ngực (dbh) là từ 1 cm trở lên, tổng cộng khoảng 240.000 cây thuộc 303 loài khác nhau. Nó được tổng điều tra lại sau mỗi 5 năm kể từ năm 1985, cho phép các nhà khoa học nghiên cứu động lực học thông thường của rừng, cũng như các sự kiện cực đoan, như El Niño. Một đồ án khác cũng với quy mô 50 ha cũng đã được thành lập tại Khu bảo tồn rừng Pasoh, Malaysia vào năm 1987, cho phép so sánh động lực học của hai khu rừng nhiệt đới này.

## Du lịch trên đảo
Du khách được phép lên đảo Barro Colorado. Tuy nhiên, việc tiếp cận chịu sự điều chỉnh của STRI. Để đến thăm đảo, du khách phải đặt chỗ với nhân viên của STRI để được thu xếp tour du lịch. Các tour nói chung bao gồm cả phương tiện đến và đi khỏi đảo (thường là tàu từ Gamboa), khoảng 2-3 giờ đi bộ có hướng dẫn viên, bữa ăn trưa và thăm viện bảo tàng. Các cuộc đi bộ xuyên qua đảo cung cấp cơ hội để thấy các con vật, như khỉ, thú ăn kiến, chim và côn trùng.